# Queensland International II 2025
Il Queensland International II 2025 è stato un torneo maschile di tennis professionistico. È stata la 2ª edizione del torneo, facente parte della categoria Challenger 75 nell'ambito dell'ATP Challenger Tour 2025, con un montepremi di 100 000 $. Si è giocato dal 3 al 9 febbraio 2025 sui campi in cemento di Brisbane, in Australia.

## Partecipanti

### Teste di serie
| Nazionalità | Giocatore          | Ranking* | Testa di serie |
| ----------- | ------------------ | -------- | -------------- |
| Australia   | Adam Walton        | 87       | 1              |
| Australia   | Tristan Schoolkate | 147      | 2              |
| Australia   | Alex Bolt          | 168      | 3              |
| Australia   | Li Tu              | 169      | 4              |
| Giappone    | Yuta Shimizu       | 196      | 5              |
| Australia   | Omar Jasika        | 208      | 6              |
| Australia   | Bernard Tomić      | 220      | 7              |
| Australia   | James McCabe       | 225      | 8              |

* Ranking al 27 gennaio 2025.

### Altri partecipanti
I seguenti giocatori hanno ricevuto una wild card per il tabellone principale:
- Jacob Bradshaw
- Jason Kubler
- Pavle Marinkov

I seguenti giocatori sono passati dalle qualificazioni:
- Kosuke Ogura
- Jake Delaney
- Matt Hulme
- Arthur Weber
- Hikaru Shiraishi
- Keisuke Saitoh

Il seguente giocatore è entrato in tabellone come lucky loser:
- Hayato Matsuoka

## Punti e montepremi
| Torneo    | Torneo              | V     | F     | SF    | QF    | 2T    | 1T  | Q | Q2  | Q1  |
| Singolare | Punti               | 75    | 44    | 22    | 12    | 6     | 0   | 4 | 2   | 0   |
| Singolare | Premi in denaro ($) | 9 880 | 5 820 | 3 450 | 2 000 | 1 165 | 720 | – | 360 | 185 |
| Doppio    | Punti               | 75    | 44    | 22    | 12    | –     | 0   | – | –   | –   |
| Doppio    | Premi in denaro ($) | 4 250 | 2 450 | 1 480 | 880   | –     | 500 | – | –   | –   |

## Campioni

### Singolare
Adam Walton ha sconfitto in finale  Jason Kubler con il punteggio di 7–6(6), 7–6(4).

### Doppio
Joshua Charlton /  Patrick Harper hanno sconfitto in finale  Matt Hulme /  James Watt con il punteggio di 4–6, 7–6(5), [12–10].